# Coelorinchus productus
 Coelorinchus productus és una espècie de peix de la família dels macrúrids i de l'ordre dels gadiformes.

## Morfologia
- Els mascles poden assolir 31 cm de llargària total.[2][3]

## Hàbitat
És un peix d'aigües profundes que viu entre 271-600 m de fondària.

## Distribució geogràfica
Es troba al sud del Japó, el mar de la Xina Oriental i el nord de Taiwan.